# Scopula ansulata
Scopula ansulata là một loài bướm đêm trong họ Geometridae.